# (31145) 1997 UK
(31145) 1997 UK est un astéroïde de la ceinture principale d'astéroïdes découvert en 1997.

## Description
(31145) 1997 UK a été découvert le 19 octobre 1997 à l'observatoire Kleť, en République tchèque, en Bohême-du-Sud, par l'Observatoire Kleť.

### Caractéristiques orbitales
L'orbite de cet astéroïde est caractérisée par un demi-grand axe de 2,47 ua, un périhélie de 2,42 ua, une excentricité de 0,02 et une inclinaison de 0,38° par rapport à l'écliptique. Du fait de ces caractéristiques, à savoir un demi-grand axe compris entre 2 et 3,2 ua et un périhélie supérieur à 1,666 ua, il est classé, selon la JPL Small-Body Database, comme objet de la ceinture principale d'astéroïdes.

### Caractéristiques physiques
(31145) 1997 UK a une magnitude absolue (H) de 15,2 et un albédo estimé à 0,342.